# Thymus elegans
Thymus elegans — вид рослин родини глухокропивові (Lamiaceae), ендемік Сибіру (Алтай, Красноярськ, Тува).

## Опис
Рослина 10–15 см. Листки черешкові, довгасті, 7–10 мм; стеблових листків 5–7 пар. Суцвіття розсіяне; чашечка зелена, оголена; квіти 5 мм завдовжки, рожеві.

## Поширення
Ендемік Сибіру (Алтай, Красноярськ, Тува).